# Імель
Імель (словац. Imeľ) — село в окрузі Комарно Нітранського краю Словаччини. Площа села 21,96 км². Станом на 31 грудня 2015 року в селі проживало 1948 жителів.

## Географія
Протікають річка Стара Нітра і Мартовський канал.

## Історія
Перші згадки про село датуються 1312 роком.

## Населення
| Рік:            | 1994. | 2004.   | 2014.   | 2024.   |
| --------------- | ----- | ------- | ------- | ------- |
| Кількість осіб: | 2276  | 2152    | 1960    | 1992    |
| Різниця:        |       | -5,44 % | -8,92 % | +1,63 % |

| Рік:            | 2023. | 2024.   |
| --------------- | ----- | ------- |
| Кількість осіб: | 1989  | 1992    |
| Різниця:        |       | +0,15 % |